# التحصينات الدفاعية في جنوبي بلاد الشام خلال العصر البرونزي المبكر
التحاصين الدفاعية في جنوبي بلاد الشام خلال العصر البرونزي المبكر
على الرغم من أن العلماء اتفقوا على أن بداية المواقع المسورة في منطقة جنوبي بلاد الشام، تبدأ مع بداية المرحلة الثانية من العصر البرونزي القديم، إلا أن هناك حالتين في الأردن اكتشفتا حتى الآن وتعودان للمرحلة الأولى، في مواقع جاوه حيث عثر على سور مبني من الحجارة البازلتية يحيط بالموقع. أما الحالة الثانية فتقع في طبقة فحل، حيث عثر على جدار من اللبن على أساسات من الحجارة وأرخت الكسر الفخارية التي عثر عليها في طبقة الأرضية المرتبطة بالجدار إلى المرحلة الأولى وبداية المرحلة الثانية من العصر البرونزي القديم. بذلت عناية فائقة في تحصين المدن في جنوبي بلاد الشام، وذلك لدرء الأخطار الخارجية أو لحماية المدن من الاعتداء في حالة نشوب صراع، غير ان «بار» قد أضاف بأن الغرض من التحاصين إعاقة العدو من الوصول إلى المدينة بسهولة أو في حالة مهاجمة المدينة بالمناجيق، وتوصل إلى أن سكان المنطقة كانوا يسكنون المرتفعات والتلال وجوانب المنحدرات مما اضطر سكان المدينة لإحاطة مدينتهم بالأسوار والجدران الترابية الانزالقية، وكان الهدف من إقامتها هو إسناد ودعم أسوار المدينة.

## سور المدينة في العصر البرونزي المبكر
بدأت الأسوار الدفاعية في العصر الحجري الحديث الفخاري، وأبرز مثال على ذلك أريحا حيث عثر على سور محيط بالمدينة، ولقد بني هذا السور بواسطة حجارة غفل، ارتبط بها برج مبني من نفس المادة، وفي العصر الحجري النحاسي وجد أسوار تحيط بالمدينة مثال عليه موقع عين جدي، وأحيط بالمعبد بهذه الفترة بالأسوار بواسطة جدار من الحجارة، لفصل منطقة المعبد عن المناطق السكنية وأيضا في موقع تليلات الغسول، وخلال العصر البرونزي المبكر تصبح عملية إحاطة المدينة بالأسوار عملية شائعة في معظم المدن، ويلاحظ على سور المدن بالعصر البرونزي المبكر ان سماكته أكبر من سماكة سور العصر البرونزي المتوسط, تعد منطقة جاوة في الأردن أول من عرفت الأسوار المحصنة ويعود ذلك إلى الفترة الثانية من العصر البرونزي المبكر.

## البوابات في العصور البرونزية القديمة
منذ أن بدأ الإنسان بإقامة مسكنه، وجد له مدخل لهذا المسكن، حيث يستطيع الدخول والخروج من وإلى المسكن، من أجل الحماية من الأخطار الخارجية، وهذه الأبواب ارتبطت بالأسوار، وكانت هذه الأبواب تغلق في أوقات الخطر لمنع دخول الأعداء.
وان أقدم البوابات تعود إلى العصر الحجري النحاسي، حيث كانت البوابات عبارة عن مدخل بسيط، ومن الأمثلة على ذلك مدينة عين جدي، وهي من أقدم النماذج، بنيت بواسطة حجارة متوسطة الحجم غير مشذبة، وهي ذات مخطط بسيط، تتكون من غرفة مربعة الشكل، لها مدخلان مدخل يطل إلى داخل الساحة المحيطة بالمعبد، والمدخل الأخر يطل نحو الخارج. وخلال فترة العصر البرونزي المبكر، تطورت بوابات المدن بحيث أصبحت لها غرف، ولها مدخل مباشر أو غير مباشر، وكانت تغلق من الجهتين ويغطى سقفها، ومثل هذه البوابات عثر عليه في تل الفارعة الشمالي، وفي هذا العصر، أصبحت البوابة تؤدي وظيفة دفاعية، فأصبحت عند إغلاقها بمثابة البرج على الأسوار يعتليها الأبراج، وأصبحت مخصصة إما لتخزين أو غرف الحرس، فأصبحت بوابات تؤدي إلى جانب وظيفتها الأساسية تؤدي وظائف أخرى، اقتضتها ظروف تطور المدينة واتساع حدودها.

## الأبراج في العصرالبرونزي القديم
ظهرت الأبراج في العصر البرونزي المبكر الثاني، وقد عثر على أبراج نصف دائرية في عدة مواقع في فلسطين، ولكن تم العثور على أبراج مستطيلة الشكل وذلك في موقع باب الظهر وكان مبنيا من الطوب الطيني. وجدت أدلة تشير إلى وجود تحول في شكل الأبراج من شبه دائرية في العصر البرونزي المبكر الثاني إلى أبراج مستطيلة في العصر البرونزي الثالث.

## جاوه

### الموقع
تقع مدينة جاوه الأثرية في منطقة حرة راجل في الصحراء الأردنية الشرقية، وأطلق هلمز عليها «مدينة الصحراء السوداء الضائعة» ويعتقد أن بناء المدينة نبع من دوافع تجارية بحتة.

### تاريخ البحث الاثري
أجريت العديد من المواسم الحفريات الأثرية في الموقع، وذلك بين الأعوام 1972 – 1976 الميلادي، وأاشرف عليها هلمز.

### تحصين المدينة الأثرية
يتألف البناء التحصين من سور وعدة بوابات وعدة الأبراج تحصينية.
- سور المدينة الأثرية:

بني سور المدينة الأثرية في الحارتين السفلى والعليا بحجارة بازلتية كبيرة، وبني السور التحصيني في الحارة السفلي من المدينة بجدارين متوازيين، ترك بين واجهتيهما فراغا يصل إلى 3 أمتار، وبني السور إلى الداخل من واجهتيهما جدران متعامدة عليهما لتقسيم الفراغ إلى وحدات منفصلة ملئت بالحجارة والتراب، وذلك لتعطي التحصين منعة وقوة ويصل عرض السور الإجمالي إلى 155 متر، أما بقايا الجزء المكتشف من السور في الحارة العليا فهي عبارة عن جدار حجري بعرض 5 متر.
- الابرج التحصينية:

كشف في الحارة السفلى عن بقايا برجين نصف دائريين داخليين وبرج نصف دائري.
أما بوابات المدينة تم الكشف عن ثلاثة عشر بوابة، منها خمسة في الحارة العليا من المدينة وثمانية في الحارة السفلى، وما زال بعضها بحالة جيدة حتى الوقت الحاضر، أهمها البوابة الرئيسة (UTI) في الحارة العليا، والبوابة (LT4)في الحارة السفلى. تعتبر البوابة UT1 المدخل الرئيسي للمدينة، وتتكون هذه البوابة من حجرة منتظمة الشكل، محورها طويل يمتد مع الاتجاه الطبيعي للمصطبة التي أقيمت عليها البوابة، وقد دعم الجزء السفلي من البوابة من الجهتين الشمالية والجنوبية بالجدار التحصيني الذي أحاط بالموقع، وأحيطت الغرفة بعضدتين ضخمتين لتثبيت الباب الذي يتكون من شقتين، أما وظيفة البوابة كانت لتنظيم عمليات الدخول إلى المدينة، واستخدمت كملجأ أو مكان لسكنى الحرس. تشبه بوابة الحارة السفلى LT4 من حيث تقنيتها وخامة البناء البوابة UT1 لكنها اصغر حجما واقل ارتفاعا، وتتألف البوابة من حجرتين مستطيلتين مدعمة بواسطة ثلاث دعامات حجرية، لها ثلاثة أبواب منفصلة على الطول المنحدر الجنوبي الغربي من المدينة، وكان يتم الوصول إلى هذه البوابة من خلال مجموعات لدراجات الحجرية، ويعتبر هذا العدد من البوابات التي تم الكشف عنها في الموقع الواحد من أهم ميزات التي تميز بها من موقع جاوة عن غيرها.

## باب الذراع

### الموقع الجغرافي
يقع باب الذراع شرقي البحر الميت عند منطقة تدعى اللسان الذي يطل على وادي الكرك، وقد أقيم على ظهر تله ترتفع حوالي 150 متر عن الأرض المحيطة أو ما يعرف بسهل الذراع، ويطلق عليه في الوقت الحاضر غور الأردن.

### تاريخ البحث الاثري
الذي اكتشف الموقع وليام البريت عام 1924 م، ثم توالت المدرسة الأمريكية للأبحاث الشرقية للتنقيب في الموقع بإشراف بول لاب من 1964 – 1968 م، ولا تزال فيها منذ عام 1975 م ، حيث قام رست بالحفر في عام 1975 م، وتركزت إعمال الحفر في أربعة حقول من المدينة، واستمر الحفر بعد ذلك عام 1977 م في المنطقة السكنية، وصلت عمق طبقات العصر البرونزي المبكر إلى خمسة أمتار، واستمر العمل بعد ذلك من قبل رست لمدة ثلاثة مواسم من عام 1979 – 1981 م وقد قام كل من b. Frochlich ,D. Ortner بمتابعة إعمال الحفر في الموقع.

### تحصين المدينة
- الأسوار : تحيط بها سور ضخم مبني من الحجارة الغشيمة، يبلغ عرضها 7.25 م تعززها الأبراج[13] ، ويرجع إلى بداية الدور الثاني من العصر البرونزي المبكر وحتى نهاية الدور الثالث، وفي هذا الوقت تم تدمير المدينة بالكامل[15] ، وهذا السور يحيط بالمدينة من الجهات الأربعة، كما يتخلل السور عدة أبراج دفاعية وقد طرأت على عمارة الاسوار تغيرات عديدة، بسبب الخراب التي تعرضت له، كما تدل التقنية المعمارية التي استعملت على دراية الكبيرة المتوفرة لدى معماري هذا العصر، وقد علل المنقب وجود عدد من المنشات المعمارية خارج السور بأنها كانت تستخدم كأبراج مراقبة، وان المدينة كانت واقعة على منحدر شديد نحو الشمال وبنيت الجدران الاستنادية.[16]
- بوابة المدينة: البوابة الرئيسية من المدينة تقع في الجهة الغربية مبني من الحجارة الرملية الكلسية، وعثر على دعائم خشبية تمتد باتجاه شرق – الغرب بشكل عرضي من جدران البوابة، أرضية البوابة من الداخل مشكلة من الطين المدكوك الذي يتراوح لونه بين الأبيض والرمادي، أغلقت البوابة في مراحل لاحقة من العصر البرونزي المبكر الرابع، بواسطة جدار، الذي له وجه واحد من الجهة الغربية أما الجهة الشرقية فقد ملئت بالحجارة والتراب لاكمال عملية الإغلاق، وتعتبر هذه البوابة المعبر الرئيسي للمدينة، وقد خضع البناء الأساسي للبوابة لعدة عمليات إعادة البناء.[17]

## النميرة

### الموقع الجغرافي
تقع على الطرف الجنوبي من وادي نميرة، على بعد 13 كم من جنوب باب الذراع، وتبلغ مساحتها ما يزيد عن فدانين.

### تاريخ البحث الاثري بالموقع
تم التعرف على موقع من خلال مسح أثري الذي قام به كل من N. Gluck التي أجراها على منطقة شرقي الأردن في الثلاثينات من القرن الماضي.
وفي عام 1977 م بدأت أعمال التنقيب من قبل بعثة أمريكية للكشف عن آثار منطقة البحر الميت بإدارة كل من Rast & Schaub.
أقيمت بعد ذلك ثلاثة مواسم متتالية كان أخرها عام 1981 م من قبل البعثة نفسها وبالتعاون مع المركز الأمريكي للأبحاث الشرقية في عمان ودائرة الآثار العامة.

### التحصينات الدفاعية
- السور : تم الكشف عن أجزاء من السور في إثناء القيام بالمسح الاثري، ويبلغ عرضه حوالي 2.5 م وهو مبني من الحجارة الرملية الكلسية غير المنتظمة، وما زالت الجهة الجنوبية الغربية بوجهيها الداخلي والخارجي قائمة حتى الآن وقد خضعت الواجهة الداخلية من السور لبعض الإضافات في الجهة الجنوبية الشرقية وكان الهدف منها زيادة القوى والمنعة التحصينية للسور.[20]
- البرج : قد تم الكشف عنه في الجهة الجنوبية الشرقية الذي ما زال مائل بارتفاع 1.25 م، والبرج مستطيل الشكل مبني من حجارة رملية منتظمة، ويبلغ عرضه 7 م من الشمال إلى الجنوب وطوله 10 م من الشرق إلى الغرب، وبالقرب من البرج تم الكشف عن درجات ظهرت عليها أثار قصارة بيضاء في أجزئه السفلي، ويظهر ان تلك الدرجات كانت تستخدم للصعود إلى اعلي البرج، وان المنطقة المحيطة بالبرج مرت بثلاث مراحل استيطانية، استخدمت المرحلة الأولى لإغراض سكنية، ، من خلال الكشف عن مجموعة من الغرف أضيفت إلى الجهتين الشرقية والجنوبية للبرج، أما في المرحلتين الثانية والثالثة قد غلب عليها الطابع الدفاعي على تلك المنطقة، حيث أضيفت إلى جدران البرج بعض الإضافات التحصينية فأصبح عرضه 7.5 م باتجاه شمال إلى الغرب وغطت الواجهة شرقية بقصارة سميكة.[21]

## خربة الاسكندر
موقعه الجغرافي :تقع خربة الاسكندر على الطرف الجنوبي من وادي الوالة، وهو من مواقع العصر البرونزي المبكر المهمة وتبلغ مساحته الأثرية 8.5 فدان.
التحصينات بالموقع الاثري :في الموقع هنالك أربعة مراحل منفصلة ومتميزة من التحصينات، المرحلة (A) هي مرحلة تأسيسية، المرحلة D مرحلة شاملة لإعادة البناء، والمرحلتين C & B هما مرحلتين لاحقتان للاستعمال
الأسوار : ويبدو أن خربة الاسكندر بنيت في المرحلة الرابعة من العصر البرونزي المبكر، ودعمت المدينة بأسوار بأبراج دفاعية مربعة الشكل، وقد بنيت المنازل داخل أسوار المدينة، ويحيط بجدرانها من الداخل مصاطب، علما بان خربة الاسكندر هي الوحيدة التي بنيت داخل الأسوار المدينة (ياسين 1991: 63) ,بني السور من خطين من الحجارة الكبيرة والمتوسطة الحجم، ثم يملا الفراغ بينهما بحجارة صغيرة الحجم وتتعامد مع السور وعلى مسافات تبعدا الواحدة عن الأخرى حوالي 8 أمتار وهنالك مجموعة من الجدران من اجل تقويتها.
- بوابة المدينة: تقع في الزاوية الجنوبية الشرقية، هناك مراحل بنائية ثلاثة a – c في المرحلة c بلغت بنائها مرحلة تعقيدية، هذا الباب يقود إلى مدخل المدينة، مخطط الممر معقد، يبلغ 2.5 متر مجصص عريض يقود إلى نهاية شمالية وإلى البلدة فيما بعد، ينتهي إلى فناء مفتوح وإلى البلدة فيما بعد، ويحيط بهذا المدخل طريق مائل، ولكن ليس متماثل كليا، وفي الزاوية الشرقية من البوابة ارتبطت فيها سلسلة غرف متصلة أعيد استخدامهم فيما بعد وارتفاع السور 125 م أعلى من المرحلة السابقة، والتحويل من البوابة c إلى البوابة a يعزى السبب إلى الدمار الذي لحق بالتحصين والذي لحظ بالمنطقة[23] B .

## تل الفارعة الشمالي

### الموقع الجغرافي
يمتد هذا التل إلى 11 كم إلى المنطقة الشمالية الشرقية من نابلس، على طريق طوباس نابلس، يقع التل بالقرب من مصدر مائي يطوق بفارعة، وهي واقعة على حافة صخرية التي تنحدر في المنطقة الجنوبية الغربية باتجاه الشمالي الشرقي.

### تاريخ البحث الاثري
قامت المدرسة الفرنسية بالتعاون مع متحف الآثار الفلسطيني بالقدس وتحت أشراف كل من رونالد ديفو بإجراء ثمانية مواسم للحفريات الأثرية.
- كذلك جريت العديد من المواسم الحفريات الأثرية في الموقع ما بين أعوام 1960 – 1964 م بواسطة فريق فرنسي وتحت أشراف رينالدو ديفو.

### التحصينات الدفاعية
- سور المدينة : في الحقبة الثانية والثالثة من العصر البرونزي المبكر كانت المدينة محاطة بسور دفاعي بني من الطوب الطيني، سماكته حوالي 2.5 م مبني على أساسات حجرية كما بني على طول السور أبراج دفاعية، ودعم السور من الخارج بجدار ترابي أو ما يسمى بالجدار الزلق، وفي الحقبتين الثالثة والرابعة من حياة المدينة، في هذه الفترة زود بتحصينات دفاعية، وذلك بإضافة أسوار أخرى بني ملاصقا للأول وبلغت سماكته 3 م.[28]
- الأبراج كشف عن برجين تحصينيين مربعين على طرفي البوابة، وقد بنيا هذين البرجين من الطوب المجفف فوق أساسات حجرية بني البرجين المربعين مندمجات مع واجهة السور لهذه المرحلة الإنشائية، ويحتوي البرج الشمالي على فتحتين الأولى : الشمالية وهي مغلقة، ويصل اتساعها ب5 أمتار باتجاه شرق – غرب، متر واحد من شمال إلى الجنوب، أما الفتحة الجنوبية : فهي مفتوحة إلى داخل المدينة، ويصل اتساعها 7.8 م، (ويعتقد ان الفتحة الجنوبية صممت لتكون درج يصعد إلى أعلى تحصين) ,أما برج الجنوبي فيحتوي على فتحة تفضي إلى داخل المدينة، وتتألف هذه الفتحة من حجرتين، مفتوحتين على بعضهما بمدخل يصل عرضه إلى 0.95 سم.[29]
- بوابات المدينة الأثرية عثر على أربعة بوابات ضمن البناء التحصين لمدينة فارعة الشمالي، ومنها بوابتين رئيسيتين واخريتيين فرعيتين :
  - بوابة المرحلة الإنشائية الأولى : عثر عليها في الجهة الغربية، وتتألف هذه البوابة من حجرتين داخلية وأخرى خارجية، وتفتح الحجرة الخارجية إلى الجنوب ببوابة عريضة يصل عرضها إلى 4 م، والجدار الغربي لهذه الحجرة تحتوي على كتفين حجرتين مندمجين بشكل كامل معه، وتفتح الحجرة الخارجية إلى الحجرة الداخلية بواسطة باب يتوسط الجدار الفاصل 220 سم واتساع الحجرة الداخلية يوصل إلى 6 م شمال إلى الجنوب، 3.2 من الشرق إلى الغرب، ويصل عرض بوابة الحجرة الداخلية التي تفتح على المدينة حوالي 3 م.[30]
  - بوابات المرحلة الإنشائية الثانية : عثر على ثلاثة بوابات في تحصين هذه المرحلة، ومنها بوابة رئيسة واحدة، وبوابتين فرعيتين.

البوابة المدينة الرئيسة: شيدت فوق المرحلة الإنشائية الأولى، وتتألف البوابة من مدخل المستقيم بطول9.3 م ويصل عرض البوابة من الخارج إلى 4 م، أما في نهايتها الداخلية فتنحصر بزاويتين قائمتين إلى الداخل ليصل عرضها إلى 2.5 م لقد عثر على عدة إدراج والتي تؤدي إلى بوابة المدين
- أما البوابة الفرعيتين : تخللتا هاتين سور هذه المرحلة الإنشائية بشكل بسيط، وبدون تعقيدات إنشائية، وتقع البوابة الشمالية على بعد 16.5 م إلى الشمال من البوابة الرئيسة وعرض هذه البوابة يصل إلى 1 م، إما البوابة الفرعية الجنوبية فأنها تقع على بعد 23 م من الجنوب من البوابة الرئيسة، وعرضها يصل 0.95 م[31]

## تل الشيخ أحمد العريني

### لموقع الجغرافي
تقع إلى الغرب من الخليل وإلى الشمال الغربي من تل بيت مرسم، وعلى بعد مئة متر تقريبا من وادي المحور، أما مدينة هذا العصر فتبدأ في المرحلة الثانية، وأحيط بها سور، وكانت هذه المنطقة على اتصال وثيق مع مصر، والشاهد على ذلك الاوانية الفخارية المصرية الصنع التي تم العثور عليها في المنشات المختلفة للمدينة.

### تاريخ البحث الاثري
تم إجراء مسح الاثري من عام 1956 م، ولقد تم الحفر بستة مواسم أثرية من عام 1961 إلى عام 1965 م في الموقع من قبل قسم الآثار والمتاحف في إسرائيل، ولقد تم الموسم الرابع من سلسلة الحفريات بالاشتراك مع المركز الإيطالي للآثار، وفي أعوام 1985، 1987، 1988 م، تم القيام بالمزيد من الحفريات فوق الممر العلوي الجنوبي

### التحصين الدفاعي
- السور والأبراج :يعتقد برندل بان الجدار والبرجين الذي يحدان الباب يعودان إلى العصر البرونزي المبكر الثالث، وقد أيد هذا الافتراض وجود بقايا الطوب الطيني والتي يفسرها برندل على أنها حشوه التي تشكل أساس جدار المدينة، وفي فترة العصر البرونزي المبكر الثاني، وكانت الأسوار مبنية من الطوب الطيني، وكما تم العثور على بقايا برج صغير مربع الشكل بجانب حافة السور، وان سماكة السور بلغت تقريبا ثمانية أمتار، وتم العثور على خط عمودي رفيع من المواد المحترقة على طول الواجهة الخارجية للجدار، مما يشير إلى تعرض التحصين للحريق من قبل قوة خارجية، ثم تم إعادة بناءه من قبل المستوطنين في المرحلة الخامسة.[34]

## مدينة تل المتسلم

### الموقع الجغرافي
تقع التل بالقرب من وادي عريونة، والذي أعطى الموقع أهمية إستراتيجية بربط منطقة سهل مرج ابن عامر مع منطقة يزريل، وكما أعطى الطريق التجاري المحاذي لتل المتسلم والذي يربط مصر القديمة مع بلاد الشام مما أعطى الموقع أهمية بارزه بين المدن في الألف الثالث قبل الميلاد في منطقة بلاد الشام.

### تاريخ البحث الاثري
أجرت بعثة فرنسية ثلاثة مواسم للحفريات الأثرية ما بين أعوام 1903 – 1905، وذلك ضمن البعثة الأثرية المشتركة بين المدرسة الألمانية للأبحاث الشرقية بأشراف شومخر، كما أجرت البعثة الثانية العديد من المواسم الحفريات الأثرية في الموقع وذلك بين اعوام1925 – 1939 م، أما البعثة الأثرية الثالثة فقد أجريت العديد من المواسم الحفريات في أجزاء مختلفة من التل ما بين أعوام 1960 – 1970 م وتحت إشراف يادين.

### التحصين الدفاعي
النسيج التحصيني هذا يشمل سورين وبوابة وعدة أبراج
- سوري المدينة :
  - سور المرحلة الإنشائية الأولى :

لقد بني سور من الطوب الطيني المجفف فوق أساسات حجرية متينة على شكل وحدات عريضة منفصلة، أما بقايا ارتفاعه تصل في المعدل إلى أربعة أمتار، وقد بني سور الشرقي للمدينة بشكل مستقيم، أما نهايته الشرقية الجنوبية فتنعطف إلى القرب من زاوية شبة قائمة.
- - أما سور المرحلة الإنشائية الثانية :

سور المرحلة الإنشائية الثانية ملاصقا للواجهة الخارجية من السور المرحلة الإنشائية الأولى، ولقد بلغ عرض السور الإجمالي لهذه المرحلة مع إعادة استخدام المرحلة الإنشائية الأولى 8 أمتار، وتصل بقايا ارتفاعه في بعض أجزائه 2.4 م.
- بوابة المدينة :

فقد عثر على بوابة غير واضحة المعالم تتخلل السور التحصيني الأول
- برج المدينة :تم العثور على عدة أبراج دفاعية مستطيلة الشكل، بنيت على مسافات مختلفة وملاصقة لسور المرحلة الإنشائية الثانية.[39]

وان الناس لم يسكنوا من الداخل الأسوار فقط بل انتشروا فوق معظم المناطق المحيطة بالمدينة ويعملون في زراعة الأراضي المنطقة الخصبة.

## تل عراد

### الموقع الجغرافي
بقع في جنوبي فلسطين، ويبعد حوالي 30 كم إلى الشمال الشرقي من بئر السبع، ويعتبر من المواقع المهمة وعراد تشبه جاوة من حيث الموقع في منطقة صحراوية.

#### تحصين المدينة
يعود بناء سور المدينة إلى الحقبة الثانية من العصر البرونزي، ويبلغ طول السور 117 متر، وتراوحت سماكته بين 2 – 2.5 م كما دعم بأبراج شبه دائرية وتبرز إلى الخارج نحو 3 أمتار، ويبعد كل برج عن الأخر حوالي 25 متر.

## أريحا

### الموقع الجغرافي
تقع ضمن مواقع وادي غور الأردن، وقامت الأثرية كاثلين كنيون البريطانية بالتنقيب فيه منذ 1952 – 1958 ميلادي.

### التحصينات الدفاعية
ان بناء السور يرجع إلى المرحلة الثانية، من حيث أحاطت المدينة بالسور، وبنيت أسوار المدينة من الطوب الطيني المجفف، وتم البناء بإضافة المونة الجيرية بين كل طوبة وأخرى، وكان السور بحاجة الدائمة إلى ترميم والعناية المستمرة لمنع تسرب المياه الداخلة، لذا كانت تتم القصارة بين الفترة والأخرى، وقد تعرضت أسوار أريحا للتدمير نتيجة للهجوم الذي تعرضت له، وعثر في الجهة الغربية على برج خارجي شبيه بنصف دائري، وله أهمية كبيرة لأنه شبه يشبه الأبراج في العصور الوسطى، وكما عثر على برج في شمال الزاوية القائمة في أحد مراحلها، ثم تم تحويله إلى نصف دائري، ولعل هذا البرج يرتبط بإحدى البوابات المدينة، وان بناء البرج نصف الدائري كانت شائعة في هذا العصر، كما هو واضح في كل من أسوار عراد والزيرقون.

## قائمة المراجع باللغة العربية
- أبو غزالة، فائدة نمر 1995 ؛ دراسة الأدوات الطحن والجرش من فترة العصر البرونزي المبكر في موقع خربة الزيرقون «دراسة تحليلية ومقارنة». رسالة ماجستير غير منشورة مقدمة لمعهد الآثار والانثروبولوجيا في جامعة اليرموك.
- الديري، جهاد علي 1999 ؛ المدن في العصر البرونزي المبكر في الأردن. رسالة الماجستير غير منشورة مقدمة لمعهد الآثار والانثروبولوجيا في جامعة اليرموك.
- كفافي، جهاد 1999 ؛ الأنظمة الدفاعية في فلسطين خلال العصر لبرونزي المتوسط. رسالة الماجستير غير منشورة مقدمة لمعهد الآثار والانثروبولوجيا في جامعة اليرموك.
- كفافي، زيدان 2006 (زيدان كفافي)؛ تاريخ الأردن وآثاره في العصور في العصور القديمة والعصور البرونزية والحديدية. عمان : دار النشر والتوزيع.
- هأردنج، لانكستر 1983 ؛ آثار الأردن. ترجمة سليمان موسى. الأردن : منشورات وزارة السياحة والآثار
- الهودلية، صلاح حسين 1992 ؛ أنظمة الدفاع في دويلات المدن في شمالي الأردن وفلسطين خلال العصر البرونزي القديم. رسالة الماجستير غير منشورة مقدمة لمعهد الآثار والانثروبولوجيا في جامعة اليرموك.
- ياسين، خير نمر، دراسة تحليلية لأثار فلسطين في العصر البرونزي المتوسط الثاني 1950 – 1550 ق. م، المؤتمر الثالث لتاريخ بلاد الشام < فلسطين >، جامعة الأردنية، عمان – الأردن، 1983، مطابع الجمعية العلمية الملكية، عمان – الأردن، 1983
- ياسين، خير نمر,1 199؛ جنوبي بلاد الشام تاريخه وآثاره في العصور البرونزية، عمان : لجنة تاريخ الأردن.
المراجع باللغة الإنجليزية
-Adams, R, B 2001; Jordan an Archaeological Reader. England : Published by Sheffield Academic Press LTd.
- Aviram ; Joseph. Eran، Tel : The Israel Exploration Society. London ,2 : 2008.

## هوامش
1. ↑  كفافي 2006 : 161
2. ↑  ياسين 1983 : 760 – 761
3. ↑  كفافي 1999 : 6
4. ↑  Adams 2001 : 171
5. ↑  كفافي 1999 : 91 -92
6. ↑  Adams 2001:173
7. ↑  الهودلية 1992: 30
8. ↑  الهودلية 1992: 124
9. ↑  الهودلية 1992 : 124 -125
10. ↑  الهودلية 1992 : 126
11. ↑  الديري 1999 : 90
12. ↑  الديري 1999 : 73
13. 1 2  هأردنج 1983 : 135
14. ↑  الديري 1999 : 74
15. ↑  أبو طالب 1978 : 55
16. ↑  ياسين 1991 : 45 – 46
17. ↑  الديري 1999 : 81 -82
18. ↑  ياسين 1991 : 46
19. ↑  الديري 1999 : 67
20. ↑  الديري 1999 : 71
21. ↑  الديري 1999 : 71 – 72
22. ↑  ياسين 1991 : 63
23. 1 2  Aviram 2008 : 651
24. ↑  ياسين 1991: 63
25. ↑  كفافي2006 : 196 – 197
26. ↑  Aviram 2008 : 433
27. ↑  الهودلية 1992 : 111
28. ↑  ياسين 1991 : 55
29. ↑  الهودلية 992 : 114
30. ↑  الهودلية 1992 : 113
31. ↑  الهودلية 1992 : 113 -114
32. ↑  ياسين 1991 : 26 – 27
33. ↑  Aviram 2008 : 418
34. ↑  Aviram2008 : 412
35. ↑  الهودلية 1992 : 108
36. ↑  الهودلية 1992 : 08
37. ↑  الهودلية 1992 : 109
38. ↑  الهودلية 1992 : 109 – 110
39. 1 2  الهودلية 1992 : 110
40. ↑  ياسين 1991 : 53
41. ↑  ياسين 1991 :/ 50
42. ↑  ياسين 1991 : 50 -51
43. ↑  كفافي 1999 : 71
44. ↑  ياسين 1991 : 51 – 52